# Afotella
Afotella là một chi bướm đêm thuộc họ Noctuidae.

## Loài
- Afotella cylindrica (Grote, 1880)